# Sucralfate
Le sucralfate, vendu sous diverses marques, est un médicament utilisé pour traiter les ulcères d'estomac, le reflux gastro-œsophagien (RGO), la rectite radique et l'inflammation de l'estomac et pour prévenir les ulcères de stress,,. Son efficacité chez les personnes avec une infection de H. pylori est limitée. Il est administré par voie orale (pour les ulcères gastro-intestinaux supérieurs) et par voie rectale (pour la rectite radique),.
Les effets secondaires courants incluent la constipation. Les effets secondaires graves peuvent inclure la formation de bézoard et l'encéphalopathie. L'utilisation semble être sans danger pendant la grossesse et l'allaitement. Le fonctionnement du médicament n'est pas clair, il semble se fixer à l'ulcère pour le protéger contre l'action des sécrétions gastriques, .
Le sucralfate a été approuvé pour usage médical aux États-Unis en 1981. Il est disponible en tant que médicament générique. En 2019, c'était le 186e médicament le plus couramment prescrit aux États-Unis, avec plus de 3 millions d'ordonnances,.

## Utilisations médicales
Le sucralfate est utilisé pour le traitement des ulcères duodénaux actifs non liés à l'utilisation d'anti-inflammatoires non stéroïdiens (AINS), car le mécanisme à l'origine de ces ulcères est dû à une hypersécrétion acide. Il n'est pas approuvé par la FDA pour les ulcères gastriques, mais il est largement utilisé en raison de preuves d'efficacité à cet égard. L'utilisation du sucralfate dans l'ulcère peptique a récemment diminué, mais il reste l'agent préféré pour la prévention des ulcères de stress,,,.
Le sucralfate a également été utilisé pour les conditions suivantes :
- Ulcère duodénal actif non lié à l'utilisation d'AINS
- Traitement d'entretien pour les ulcères duodénaux résolus
- Ulcère gastrique non lié à l'utilisation d'AINS et gastrite due au RGO— La trithérapie avec lansoprazole + cisapride + sucralfate peut améliorer de manière significative les symptômes et la qualité de vie et était plus rentable que ce groupe en combinaison avec le ranitidine[13].
- Ulcère aphteux et stomatite dus à la radiothérapie ou à la chimiothérapie - Les lignes directrices de 2013 de la Société internationale d'oncologie buccale ne recommandent pas le sucralfate pour la prévention de la mucosite buccale chez les patients atteints d'un cancer de la tête et du cou recevant une radiothérapie ou une chimioradiothérapie en raison d'un manque d'efficacité constaté dans une étude randomisée d'essai contrôlé[14].
- Reflux gastro-œsophagien pendant la grossesse — Traitement médicamenteux de première intention associé à une modification du mode de vie et du régime alimentaire[15].
- Prophylaxie des ulcères de stress — Il a été démontré que l'utilisation de sucralfate plutôt que d'antagonistes H2 pour la prophylaxie des ulcères de stress et les mesures visant à prévenir l'aspiration, telles que l'aspiration sous-glottique continue, réduisent le risque de pneumonie associée à la ventilation assistée (PAV)[16]. Le sucralfate est moins efficace pour la prophylaxie contre les saignements gastro-intestinaux qu'un IPP ou qu'un anti-H2. Pour cette raison, il n'est pas couramment utilisé pour la prophylaxie des ulcères de stress.
- Prévention de la formation de sténose - Le sucralfate a un effet inhibiteur sur la formation de sténoses dans les brûlures corrosives expérimentales et peut être utilisé dans le traitement des brûlures œsophagiennes corrosives pour améliorer la cicatrisation des muqueuses et pour supprimer la formation de sténoses [17]
- Rectite due à la colite ulcéreuse [18]
- Saignements rectaux dus à une proctite due aux radiations pour traiter les cancers du col de l'utérus, de la prostate et du côlon[3] .
  - Les saignements de grade 1 ont été soulagés immédiatement avec un lavement au sucrasulfate pendant 1 mois.
  - Saignement de grade 2, lavement au sucrasulfate et/ou la coagulation ont été efficaces.
  - Les saignements de grade 3 ont duré 1 an malgré des transfusions fréquentes et une coagulation.
  - Des saignements rectaux de grade 2 et 3 sont survenus chez 8,5 % des personnes. Le facteur de risque le plus important était l'ICRU-CRBED. Un traitement rapide avec une combinaison de lavement au sucrasulfate et de coagulation est efficace pour contrôler les saignements rectaux de grade 1 et 2 sans développement de fistule ou de rétrécissement[19].
- Traitement de l'ulcère anastomotique après le pontage gastrique
- Une suspension de sucralfate est recommandée par le National Capital Poison Center (anti-poison) basé aux États-Unis comme intervention pour les ingestions connues ou suspectées de piles bouton afin de réduire le risque et la gravité des blessures à l'œsophage avant le retrait endoscopique de la pile[20],[21].
- Protection contre la pneumonie associée à la ventilation - Les réductions de l'acidité et des volumes gastriques augmentent la prolifération bactérienne et l'incidence de la pneumonie associée à la ventilation. Le sucralfate peut être considéré comme ayant l'avantage sur les anti-H2 et les IPP à cet égard, car le sucralfate ne modifie pas le pH du liquide gastrique. Une majorité de méta-analyses ont révélé que le traitement au sucralfate diminuait l'incidence de la pneumonie associée à la ventilation par rapport aux antagonistes H2[8].

Selon une revue systématique et une méta-analyse en réseau, le sucralfate topique est l'intervention la plus efficace pour la prévention de la mucite buccale.

## Effets secondaires
L'effet indésirable le plus fréquemment observé est la constipation (de 2 à 3 %). Les effets secondaires moins fréquemment signalés (de moins de 0,5 %) comprennent les flatulences, les maux de tête, l'hypophosphatémie, la xérostomie (bouche sèche) et la formation de bézoard,,. L'utilisation du médicament n'est pas recommandée pour les personnes souffrant d'insuffisance rénale chronique, car cela pourrait entraîner une accumulation d'aluminium et une toxicité. Quelques études bien contrôlées ont été menées sur l'innocuité et l'efficacité du sucralfate chez les enfants et les femmes enceintes (catégorie de grossesse B),,.

## Mécanisme d'action
Le sucralfate est une substance à action locale qui, dans un environnement acide (pH < 4), réagit avec l'acide chlorhydrique dans l'estomac pour former un matériau réticulé, visqueux, pâteux, capable d'agir comme tampon acide pendant 6 à 8 heures après une dose unique. Il se fixe également aux protéines à la surface des ulcères, telles que l'albumine et le fibrinogène, pour former des complexes insolubles stables. Ces complexes servent de barrières protectrices à la surface de l'ulcère, empêchant d'autres dommages causés par l'acide, la pepsine et la bile. De plus, le sucralfate empêche la rétrodiffusion des ions hydrogène et adsorbe à la fois la pepsine et les acides biliaires.
On postule que le sucralfate stimule également la production de prostaglandine E 2, les facteurs de croissance épidermique (EGF), le bFGF et du mucus gastrique,.

## Pharmacocinétique
Début : 1 à 2 heures (apparition initiale de l'ulcère gastro-duodénal )
Absorption : < 5 % par voie orale
Durée : jusqu'à 6 heures en raison de la forte affinité pour les muqueuses défectueuses ( PUD )
Biodisponibilité : 5 %, le sucralfate est considéré comme non systémique, l'octasulfate de saccharose : 5 %, l'aluminium : 0,005 %
Métabolisme : Non métabolisé, excrété sous forme inchangée dans l'urine
Excrétion : principalement dans les fèces sous forme de médicament inchangé ,

## Les noms de marques
Les noms de marque incluent Carafate aux États-Unis, Sucramal en Italie, Sucrafil, Sufrate, Sucralpro, Sucralcoat, Pepsigard, Sucral, Hapifate, Sucralpro en Inde, Sutra ou Musin dans certaines parties de l'Asie du Sud-Est, Sulcrate au Canada, Discral (sucralfato) au Mexique, Ulsanic en Afrique du Sud et en Israël, Andapsin en Suède et Antepsin. Sucracell en Inde.